# Providence Bruins
I Providence Bruins sono una squadra di hockey su ghiaccio dell'American Hockey League con sede nella città di Providence, nel Rhode Island. Sono affiliati ai Boston Bruins, squadra della National Hockey League. Nati nel 1992, disputano i loro match casalinghi presso il Dunkin' Donuts Center.

## Storia
I Providence Bruins nacquero in occasione della stagione 1992–93, dopo che il sindaco di Providence Buddy Cianci raggiunse un accordo con Frank DuRoss ed Ed Anderson, proprietari della franchigia dei Maine Mariners per trasferire la squadra nel Rhode Island. Attraverso tale manovra la AHL ritornò a Providence per la prima volta dal 1977, quando la squadra dei Providence Reds lasciò la città.
I Bruins conquistarono la loro prima Calder Cup nei playoff del 1999 contro i Rochester Americans, dopo aver dominato la stagione regolare con 56 successi all'attivo. Guidati dall'allenatore esordiente Peter Laviolette e grazie al vincitore del Les Cunningham Award Randy Robitaille i Bruins migliorarono rispetto alla stagione precedente, nella quale avevano ottenuto solo 19 successi in 80 incontri. Nelle dieci stagioni successive i Bruins si qualificarono sempre ai playoff, tuttavia furono sempre sconfitti in occasione delle quattro semifinali raggiunte.
Nell'agosto del 2006 DuRoss vendette la propria quota di maggioranza del club all'imprenditore del Massachusetts H. Larue Renfroe. A partire dalla stagione 2013-2014 i Bruins cambiarono per la prima volta la divisa casalinga disconstandosi così dai Boston Bruins: fu adottata una maglia casalinga color oro e non più bianca.

### Affiliazioni
Nel corso della loro storia i Providence Bruins sono stati affiliati alle seguenti franchigie della National Hockey League:
- Boston Bruins: (1992)

## Record stagione per stagione
| Stagione          | Division    | Gare | V  | S  | P  | OTL | SOL | Punti | GF  | GS  | Piazzamento | Play-off |
| ----------------- | ----------- | ---- | -- | -- | -- | --- | --- | ----- | --- | --- | ----------- | --- |
| Providence Bruins |             |      |    |    |    |     |     |       |     |     |             | |
| 1992-93           | North       | 80   | 46 | 32 | 2  | -   | -   | 94    | 384 | 348 | 1°          | perde 1º turno (Springfield) 2-4                                                                                                 |
| 1993-94           | North       | 80   | 28 | 39 | 13 | -   | -   | 69    | 283 | 319 | 5°          | |
| 1994-95           | North       | 80   | 39 | 30 | 11 | -   | -   | 89    | 300 | 268 | 3°          | vince 1º turno (Portland) 4-3 perde 2º turno (Albany) 2-4                                                                        |
| 1995-96           | North       | 80   | 30 | 36 | 10 | 4   | -   | 74    | 249 | 280 | 4°          | perde 1º turno (Springfield) 1-3                                                                                                 |
| 1996-97           | New England | 80   | 35 | 40 | 3  | 2   | -   | 75    | 262 | 289 | 4°          | vince 1º turno (Worcester) 3-2 perde 2º turno (Springfield) 1-4                                                                  |
| 1997-98           | New England | 80   | 19 | 49 | 7  | 5   | -   | 50    | 211 | 301 | 5°          | |
| 1998-99           | New England | 80   | 56 | 16 | 4  | 4   | -   | 120   | 321 | 223 | 1°          | vince 1º turno (Worcester) 3-1 vince 2º turno (Hartford) 4-0 vince semifinali (Fredericton) 4-2 vince Calder Cup (Rochester) 4-1 |
| 1999-2000         | New England | 80   | 33 | 38 | 6  | 3   | -   | 75    | 231 | 269 | 5°          | vince 1º turno (Quebec) 3-0 vince 2º turno (Lowell) 4-0 perde semifinali (Hartford) 3-4                                          |
| 2000-01           | New England | 80   | 35 | 31 | 10 | 4   | -   | 84    | 245 | 242 | 3°          | vince 1º turno (Hartford) 3-2 vince 2º turno (Worcester) 4-3 perde semifinali (Saint John) 1-4                                   |
| 2001-02           | East        | 80   | 35 | 33 | 8  | 4   | -   | 82    | 190 | 223 | 2°          | perde preliminari (St. John's) 0-2                                                                                               |
| 2002-03           | North       | 80   | 44 | 20 | 11 | 5   | -   | 104   | 268 | 227 | 1°          | perde 1º turno (Manitoba) 1-3 |
| 2003-04           | Atlantic    | 80   | 36 | 29 | 11 | 4   | -   | 98    | 170 | 170 | 4°          | perde preliminari (Portland) 0-2                                                                                                 |
| 2004-05           | Atlantic    | 80   | 40 | 30 | -  | 7   | 3   | 90    | 211 | 202 | 4°          | vince 1º turno (Manchester) 4-2 vince 2º turno (Lowell) 4-1 perde semifinali (Philadelphia) 2-4                                  |
| 2005-06           | Atlantic    | 80   | 43 | 31 | -  | 1   | 5   | 92    | 254 | 217 | 4°          | perde 1º turno (Portland) 2-4 |
| 2006-07           | Atlantic    | 80   | 44 | 30 | -  | 2   | 4   | 94    | 251 | 218 | 3°          | vince 1º turno (Hartford) 4-3 perde 2º turno (Manchester) 2-4                                                                    |
| 2007-08           | Atlantic    | 80   | 55 | 18 | -  | 3   | 4   | 117   | 280 | 206 | 1°          | vince 1º turno (Manchester) 4-0 perde 2º turno (Portland) 2-4                                                                    |
| 2008-09           | Atlantic    | 80   | 43 | 29 | -  | 2   | 6   | 94    | 238 | 232 | 2°          | vince 1º turno (Portland) 4-1 vince 2º turno (Worcester) 4-2 perde semifinali (Hershey) 1-4                                      |
| 2009-10           | Atlantic    | 80   | 36 | 38 | -  | 5   | 1   | 78    | 207 | 226 | 7°          | |
| 2010-11           | Atlantic    | 80   | 38 | 36 | -  | 3   | 3   | 82    | 209 | 252 | 5°          | |
| 2011-12           | Atlantic    | 76   | 35 | 34 | -  | 3   | 4   | 77    | 193 | 214 | 4°          | |
| 2012-13           | Atlantic    | 76   | 50 | 21 | -  | 0   | 5   | 105   | 222 | 183 | 1°          | vince 1º turno (Hershey) 3-2 perde 2º turno (Wilkes-Barre) 3-4                                                                   |
| 2013-14           | Atlantic    | 76   | 40 | 25 | -  | 2   | 9   | 91    | 233 | 210 | 3°          | vince 1º turno (Springfield) 3-2 perde 2º turno (Wilkes-Barre) 3-4                                                               |
| 2014-15           | Atlantic    | 76   | 41 | 26 | -  | 7   | 2   | 91    | 209 | 185 | 2°          | perde 1º turno (Hartford) 2-3 |
| 2015-16           | Atlantic    | 76   | 41 | 22 | -  | 9   | 4   | 95    | 238 | 198 | 2°          | perde 1º turno (Wilkes-Barre) 0-3                                                                                                |

## Record della franchigia

### Singola stagione
Gol: 41  Tim Sweeney (1992-93)
Assist: 74  Randy Robitaille (1998-99)
Punti: 102  Randy Robitaille (1998-99)
Minuti di penalità: 407  Aaron Downey (1997-98)
Media gol subiti: 1.84  Tim Thomas (2004-05)
Parate %: .941  Tim Thomas (2004-05)

### Carriera
Gol: 101  Andy Hilbert
Assist: 109  Andy Hilbert
Punti: 210  Andy Hilbert
Minuti di penalità: 1055  Aaron Downey
Vittorie: 67  John Grahame
Shutout: 10  Tim Thomas
Partite giocate: 278  Jay Henderson

## Palmarès

### Premi di squadra
- Calder Cup: 1

1998-1999
- Macgregor Kilpatrick Trophy: 3

1998-1999, 2007-2008, 2012-2013
- Emile Francis Trophy: 3

2002-2003, 2007-2008, 2012-2013
- F. G. "Teddy" Oke Trophy: 2

1992-1993, 1998-1999
- Frank Mathers Trophy: 1

2007-2008
- Richard F. Canning Trophy: 1

1998-1999

### Premi individuali
- Aldege "Baz" Bastien Memorial Award: 1

Niklas Svedberg: 2012-2013
- Dudley "Red" Garrett Memorial Award: 1

Frank Vatrano: 2015-2016
- Eddie Shore Award: 2

Jeff Serowik: 1994-1995
Johnny Boychuk: 2008-2009
- Fred T. Hunt Memorial Award: 2

Kent Hulst: 2000-2001
Jordan Sigalet: 2007-2008
- Jack A. Butterfield Trophy: 1

Peter Ferraro: 1998-1999
- Les Cunningham Award: 1

Randy Robitaille: 1998-1999
- Louis A. R. Pieri Memorial Award: 2

Peter Laviolette: 1998-1999
Scott Gordon: 2007-2008
- Willie Marshall Award: 1

Frank Vatrano: 2015-2016